# Agora
Agora (grčki za skupština, trg) je u antičkoj Grčkoj naziv za narodnu skupštinu koju je sazvao kralj ili važniji građanin; naziv za gradsku tržnicu, trg, mjesto trgovačko-poslovnog i javnog života uopće. 
U drevno doba bivala je često nepravilna oblika i okružena hramovima i javnim zgradama. Poslije je kvadratnog oblika okružena građevinama s trjemovima. Postala je uzor za rimske forume.

## Atenska agora
Središte javnog života Atenjana bila je agora na kojoj se nalazila tržnica, uredi, palače, hramovi, oltari, spomenici. Bila je nepravilna četverokutna oblika. Ondje se danas nalaze ostaci različitih građevina. Sve glavne ulice slijevale su se na agoru, a sveta cesta je vodila preko agore do Akropole. Na agori se nalazio i kip slavnom grčkom govorniku Demostenu.

## Vanjske poveznice
- Službena stranica iskapanja na Atenskoj Agori.
- Fotografije Atenske Agore.  Arhivirana inačica izvorne stranice od 26. rujna 2007. (Wayback Machine)
- Službene stranice muzeja Agore u Izmiru.
- Atlas arhitekture I